# Electronic discovery
Rozpoznawanie dowodów elektronicznych, odkrywanie elektroniczne (z ang. electronic discovery, skr. e-discovery, ediscovery lub eDiscovery) to pochodzący z amerykańskiego systemu prawnego proces przygotowawczy prowadzony w ramach postępowania dowodowego, które dotyczyć może cywilnych sporów sądowych, śledztw prowadzonych z urzędu, postępowań wewnętrznych czy żądań udostępnienia informacji publicznej. W odkrywaniu elektronicznym mamy do czynienia z gromadzeniem, opracowywaniem i prezentowaniem dowodów elektronicznych, czyli środków dowodowych, które bazują na informacji przechowywanej elektronicznie.
Sposoby obchodzenia się z potencjalnymi dowodami w ramach eDiscovery są – w zależności od kontekstu – regulowane zasadami zależnymi od wymogów ustawowych bądź innymi uzgodnionymi wytycznymi.  Mogą to być np. wewnętrzne procedury organizacji czy reguły postępowań cywilnych. Przed przekazaniem danych do wnioskującego dochodzi zazwyczaj do ich przeglądu w celu wyłonienia informacji istotnych ze względu na interes stron czy wyłączenia dokumentów objętych przywilejem (np. w związku z tajemnicą adwokacką, ochroną danych osobowych, tajemnicą przedsiębiorstwa bądź prawem świadka do odmowy składania obciążających go zeznań).
Informacja w postaci elektronicznej różni się od informacji przekazywanej z użyciem dokumentu w postaci papierowej tym, że jej forma jest niezwiązana z konkretnym medium. W rezultacie danych poddawanych przetwarzaniu może być znacznie więcej (brak ograniczenia wolumenu fizyczną przestrzenią), mogą być one ulotne (łatwiej o przypadkowe lub celowe zniszczenie bądź skasowanie), a jednocześnie łatwiejsze w ukrywaniu czy magazynowaniu (niski koszt wykonania i przesłania kopii).
Elektronicznie zapisanym informacjom towarzyszą zazwyczaj metadane, które rzadko towarzyszą konwencjonalnym dokumentom (np. w postaci metryczek, tabel informacyjnych, tabel rewizji, informacji wydawniczych itp.). Odgrywają one istotną rolę i w pewnych okolicznościach same mogą być odpowiednim środkiem dowodowym. Na przykład data i czas powstania bądź przesłania dokumentu mogą być istotne w sprawach dotyczących prawa autorskiego czy praw własności intelektualnej. 